# Leichtathletik-Länderkampf der Männer und Frauen 1991 Großbritannien – Deutschland
| 2. Leichtathletik-Länderkampf mit deutscher Beteiligung 1991    | 2. Leichtathletik-Länderkampf mit deutscher Beteiligung 1991 |
| --------------------------------------------------------------- | ------------------------------------------------------------ |
|                                                                 |                                                              |
| Ländergleich der Männer und Frauen Großbritannien – Deutschland |                                                              |
| Austragungsort                                                  | London                                                       |
| Wettbewerbe                                                     | Männer: 19 / Frauen: 15                                      |
| Datum                                                           | 19. Juni                                                     |
| 1. GER 2. GBR                                                   | 360 Punkte 323 Punkte                                        |
| 0Teilwertung Männer                                             | 1. GBR0000194 P 2. GER0000193 P                              |
| 0Teilwertung Frauen                                             | 1. GER0000167 P 2. GBR0000129 P                              |
| Chronik                                                         |                                                              |
| ← ITA-GER-GBR-ROU 00Werfer (M/F)                                | SWE-GER-AUS-FRA-00 GBR-ITA-ESP (M/F) →                       |

Im zweiten Vergleich des Länderkampfjahres 1991 traten in einer klassischen Begegnung Deutschland und Großbritannien gegeneinander an. Allerdings wurde der am 19. Juni in London ausgetragene Länderkampf zum ersten Mal gemeinsam für beide Geschlechter gewertet. In Vergleichen mit zwei Ländern waren sich Männer und Frauen in getrennten Wertungen zuletzt jeweils 1977 begegnet. Die bisherige Bilanz lautete bei den Männern elf zu zwei, bei den Frauen sieben zu sechs – jeweils für das deutsche Team.

## Modus
Ausgetragen wurden außer dem Marathonlauf, den Gehwettbewerben und dem Mehrkampf die damaligen olympischen Wettbewerbe. Bei den Männern gab es eine Abweichung: Anstelle der Rennen über 5000 und 10.000 Meter stand ein 3000-Meter-Lauf auf dem Programm. Je Land und Wettbewerb starteten drei Teilnehmer, die alle in die Wertung kamen. In den Einzeldisziplinen wurden die Punkte nach folgendem Muster vergeben: 1. Platz: 7 P / 2. Pl.:5 P / 3. Pl.: 4 P / 4. Pl.: 3 P / … Die Staffeln wurden fünf zu zwei gewertet.

## Ergebnis
Bei den Männern waren die Siege der beiden Mannschaften in den verschiedenen Disziplinkategorien äußerst einseitig verteilt. Den Bereich Lauf dominierten die britischen Vertreter mit sechs Erfolgen gegenüber einem Remis und einem deutschen Sieg sehr eindeutig. Auch beide Staffeln gingen an die Briten. Umgekehrt sah das in den Bereichen Sprung sowie Wurf/Stoß aus. Hier entschied das deutsche Team ausnahmslos alle acht Wettbewerbe für sich. So kam es in der Teilwertung bei den Männern einen ganz knappen Sieg der Briten mit 194 zu 193 Punkten.
Bei den Frauen lagen die beiden Teams in der Kategorie Lauf mit jeweils drei Disziplingewinnen für Großbritannien und Deutschland bei einem Unentschieden ziemlich gleichauf. Bei den Staffeln gab es einen deutschen und einen britischen Sieg. Die beiden Sprünge und die drei Wurf-/Stoßwettbewerbe verbuchten dagegen wie bei den Männern die deutschen Athletinnen ausnahmslos auf ihrem Konto. Damit lag Deutschland bei den Frauen mit 167 zu 129 Punkten klar vorn.
Den Länderkampf gewann Deutschland mit 360 Punkten. Großbritannien kam als Zweiter auf 323 Punkte.

## Legende
Kurze Übersicht zur Bedeutung der Symbolik – so üblicherweise auch in sonstigen Veröffentlichungen verwendet:
| DSQ | disqualifiziert       |
| NMH | keine Höhe (No Mark)  |
| ogV | ohne gültigen Versuch |

## Resultate Männer

### Teilwertung
| Platz | Land           | Punkte |
| ----- | -------------- | ------ |
| 1     | Großbritannien | 194    |
| 2     | Deutschland    | 193    |

### 100 m
| Platz | Athlet             | Land | Zeit (s) |
| ----- | ------------------ | ---- | -------- |
| 1     | Linford Christie   | GBR  | 10,30    |
| 2     | Michael Rosswess   | GBR  | 10,56    |
| 3     | Steffen Bringmann  | GER  | 10,62    |
| 4     | Darren Braithwaite | GBR  | 10,68    |
| 5     | Wolfgang Haupt     | GER  | 10,75    |
| 6     | Steffen Görmer     | GER  | 10,78    |

Wind: −1,4 m/s

### 200 m
| Platz | Athlet              | Land | Zeit (s) |
| ----- | ------------------- | ---- | -------- |
| 1     | Linford Christie    | GBR  | 20,43    |
| 2     | John Regis          | GBR  | 20,53    |
| 3     | Michael Rosswess    | GBR  | 20,76    |
| 4     | Florian Schwarthoff | GER  | 20,93    |
| 5     | Michael Huke        | GER  | 20,99    |
| 6     | Stefan Schütz       | GER  | 21,27    |

Wind: −0,6 m/s

### 400 m
| Platz | Athlet                  | Land | Zeit (s) |
| ----- | ----------------------- | ---- | -------- |
| 1     | Roger Black             | GBR  | 44,91    |
| 2     | Paul Sanders            | GBR  | 45,91    |
| 3     | Ade Mafe                | GBR  | 46,46    |
| 4     | Rico Lieder             | GER  | 46,55    |
| 5     | Kai Karsten             | GER  | 46,62    |
| 6     | Klaus-Christian Weigelt | GER  | 47,20    |

### 800 m
| Platz | Athlet          | Land | Zeit (min) |
| ----- | --------------- | ---- | ---------- |
| 1     | Tom McKean      | GBR  | 1:46,81    |
| 2     | Joachim Dehmel  | GER  | 1:46,91    |
| 3     | David Sharpe    | GBR  | 1:47,51    |
| 4     | Steve Heard     | GBR  | 1:48,22    |
| 5     | Mark Eplinius   | GER  | 1:48,25    |
| 6     | Jussi Udelhoven | GER  | 1:51,85    |

### 1500 m
| Platz | Athlet            | Land | Zeit (min) |
| ----- | ----------------- | ---- | ---------- |
| 1     | Hauke Fuhlbrügge  | GER  | 3:44,14    |
| 2     | Peter Elliott     | GBR  | 3:44,17    |
| 3     | Jens-Peter Herold | GER  | 3:44,19    |
| 4     | Kevin McKay       | GBR  | 3:44,75    |
| 5     | Steve Crabb       | GBR  | 3:45,14    |
| 6     | Rainer Sudau      | GER  | 3:45,75    |

### 3000 m
| Platz | Athlet          | Land | Zeit (min) |
| ----- | --------------- | ---- | ---------- |
| 1     | Robert Denmark  | GBR  | 7:47,42    |
| 2     | Gary Staines    | GBR  | 7:47,95    |
| 3     | Jens Karraß     | GER  | 7:53,75    |
| 4     | Carsten Eich    | GER  | 7:54,46    |
| 5     | lan Hammer      | GBR  | 7:57,03    |
| 6     | Stéphane Franke | GER  | 8:06,86    |

### 110 m Hürden
| Platz | Athlet              | Land | Zeit (s) |
| ----- | ------------------- | ---- | -------- |
| 1     | Tony Jarrett        | GBR  | 13,38    |
| 2     | Colin Jackson       | GBR  | 13,58    |
| 3     | Florian Schwarthoff | GER  | 13,61    |
| 4     | Dietmar Koszewski   | GER  | 13,64    |
| 5     | David Nelson        | GBR  | 13,81    |
| 6     | Mike Fenner         | GER  | 14,09    |

Wind: −0,9 m/s

### 400 m Hürden
| Platz | Athlet            | Land | Zeit (s) |
| ----- | ----------------- | ---- | -------- |
| 1     | Kriss Akabusi     | GBR  | 49,02    |
| 2     | Max Robertson     | GBR  | 50,15    |
| 3     | Udo Schiller      | GER  | 50,75    |
| 4     | Dieter Ritterbach | GER  | 51,26    |
| 5     | Michael Grün      | GER  | 51,97    |
| 6     | Lawrence Lynch    | GBR  | 52,23    |

### 3000 m Hindernis
| Platz | Athlet          | Land | Zeit (min) |
| ----- | --------------- | ---- | ---------- |
| 1     | Andreas Fischer | GER  | 8:34,00    |
| 2     | Martin Strege   | GER  | 8:34,16    |
| 3     | Norbert Wildner | GER  | 8:37,98    |
| 4     | Michael Hawkins | GBR  | 8:39,52    |
| 5     | Peter McColgan  | GBR  | 8:41,17    |
| 6     | Colin Walker    | GBR  | 8:41,49    |

### 4 × 100 m Staffel
| Platz | Besetzung      | Land                                                          | Zeit (s) |
| ----- | -------------- | ------------------------------------------------------------- | -------- |
| 1     | Großbritannien | Darren Braithwaite John Regis Marcus Adam Linford Christie    | 39,05    |
| 2     | Deutschland    | Steffen Görmer Steffen Bringmann Stefan Schütz Wolfgang Haupt | 39,31    |

### 4 × 400 m Staffel
| Platz | Besetzung      | Land                                                                | Zeit (min) |
| ----- | -------------- | ------------------------------------------------------------------- | ---------- |
| 1     | Großbritannien | Paul Sanders Kriss Akabusi Calvin Henry Roger Black                 | 3:04,01    |
| 2     | Deutschland    | Karsten Leuteritz Ulrich Schlepütz Marc-Antonius Eggers Rico Lieder | 3:09,49    |

### Hochsprung
| Platz | Athlet           | Land | Höhe (m) |
| ----- | ---------------- | ---- | -------- |
| 1     | Steve Smith      | GBR  | 2,28     |
| 2     | Carlo Thränhardt | GER  | 2,20     |
| 2     | Uwe Bellmann     | GER  | 2,20     |
| 4     | Dalton Grant     | GBR  | 2,20     |
| 5     | Thomas Müller    | GER  | 2,15     |
| 6     | Marlon Higgins   | GBR  | 2,10     |

### Stabhochsprung
| Platz | Athlet          | Land | Höhe (m) |
| ----- | --------------- | ---- | -------- |
| 1     | Bernhard Zintl  | GER  | 5,40     |
| 2     | Uwe Langhammer  | GER  | 5,40     |
| 3     | Helmar Schmidt  | GER  | 5,20     |
| 4     | Matthew Belsham | GBR  | 5,20     |
| 5     | Mike Edwards    | GBR  | 5,20     |
| 6     | Andy Ashurst    | GBR  | 5,10     |

### Weitsprung
| Platz | Athlet           | Land | Weite (m) |
| ----- | ---------------- | ---- | --------- |
| 1     | Dietmar Haaf     | GER  | 8,04      |
| 2     | Mark Forsythe    | GBR  | 7,90      |
| 3     | Jens Hirschberg  | GER  | 7,82      |
| 4     | John King        | GBR  | 7,77      |
| 5     | Hans-Peter Lott  | GER  | 7,73      |
| 6     | Stewart Faulkner | GBR  | 7,71      |

### Dreisprung
| Platz | Athlet           | Land | Weite (m) |
| ----- | ---------------- | ---- | --------- |
| 1     | Ralf Jaros       | GER  | 17,47     |
| 2     | Jonathan Edwards | GBR  | 17,36     |
| 3     | John Herbert     | GBR  | 17,24     |
| 4     | Volker Mai       | GER  | 16,68     |
| 5     | Jörg Frieß       | GER  | 16,39     |
| 6     | Vernon Samuels   | GBR  | 16,28     |

### Kugelstoßen
| Platz | Athlet            | Land | Weite (m) |
| ----- | ----------------- | ---- | --------- |
| 1     | Oliver-Sven Buder | GER  | 19,58     |
| 2     | Matthew Simson    | GBR  | 19,12     |
| 3     | Udo Beyer         | GER  | 19,12     |
| 4     | Michael Mertens   | GER  | 19,02     |
| 5     | Paul Edwards      | GBR  | 18,25     |
| 6     | Nigel Spratley    | GBR  | 16,18     |

### Diskuswurf
| Platz | Athlet           | Land | Weite (m) |
| ----- | ---------------- | ---- | --------- |
| 1     | Lars Riedel      | GER  | 65,82     |
| 2     | Jürgen Schult    | GER  | 65,68     |
| 3     | Wolfgang Schmidt | GER  | 61,72     |
| 4     | Kevin Brown      | GBR  | 59,20     |
| 5     | Simon Williams   | GBR  | 56,98     |
| 6     | Paul Mardle      | GBR  | 56,68     |

### Hammerwurf
| Platz | Athlet         | Land | Weite (m) |
| ----- | -------------- | ---- | --------- |
| 1     | Heinz Weis     | GER  | 77,62     |
| 2     | Claus Dethloff | GER  | 73,94     |
| 3     | Paul Head      | GBR  | 73,36     |
| 4     | Jörn Hübner    | GER  | 70,88     |
| 5     | Michael Jones  | GBR  | 68,30     |
| NMH   | Shane Peacock  | GBR  | ogV       |

### Speerwurf
| Platz | Athlet         | Land | Weite (m) |
| ----- | -------------- | ---- | --------- |
| 1     | Steve Backley  | GBR  | 88,24     |
| 2     | Peter Blank    | GER  | 82,62     |
| 3     | Andreas Linden | GER  | 81,60     |
| 4     | Raymond Hecht  | GER  | 80,64     |
| 5     | Gary Jenson    | GBR  | 79,54     |
| 6     | Mark Roberson  | GBR  | 70,36     |

## Resultate Frauen

### Teilwertung
| Platz | Land           | Punkte |
| ----- | -------------- | ------ |
| 1     | Deutschland    | 167    |
| 2     | Großbritannien | 129    |

### 100 m
| Platz | Athletin          | Land | Zeit (s) |
| ----- | ----------------- | ---- | -------- |
| 1     | Stephanie Douglas | GBR  | 11,55    |
| 2     | Andrea Philipp    | GER  | 11,55    |
| 3     | Beverly Kinch     | GBR  | 11,70    |
| 4     | Andrea Thomas     | GER  | 11,73    |
| 5     | Sabine Richter    | GER  | 11,74    |
| 6     | Paula Thomas      | GBR  | 11,74    |

Wind: +0,6 m/s

### 200 m
| Platz | Athletin          | Land | Zeit (s) |
| ----- | ----------------- | ---- | -------- |
| 1     | Silke-Beate Knoll | GER  | 23,56    |
| 2     | Sabine Günther    | GER  | 23,72    |
| 3     | Simmone Jacobs    | GBR  | 23,85    |
| 4     | Manuela Derr      | GER  | 23,89    |
| 5     | Jennifer Stoute   | GBR  | 23,94    |
| 6     | Tracy Goddard     | GBR  | 24,26    |

Wind: −2,1 m/s

### 400 m
| Platz | Athletin        | Land | Zeit (s) |
| ----- | --------------- | ---- | -------- |
| 1     | Linda Keough    | GBR  | 51,81    |
| 2     | Uta Rohländer   | GER  | 52,62    |
| 3     | Lorraine Hanson | GBR  | 52,67    |
| 4     | Linda Kisabaka  | GER  | 52,84    |
| 5     | Karin Janke     | GER  | 53,20    |
| 6     | Sandra Leigh    | GBR  | 54,18    |

### 800 m
| Platz | Athletin          | Land | Zeit (min) |
| ----- | ----------------- | ---- | ---------- |
| 1     | Christine Wachtel | GER  | 1:59,72    |
| 2     | Sigrun Grau       | GER  | 2:00,08    |
| 3     | Ann Williams      | GBR  | 2:01,79    |
| 4     | Paula Fryer       | GBR  | 2:02,60    |
| 5     | Teena Colebrook   | GBR  | 2:04,45    |
| DSQ   | Birte Bruhns      | GER  |            |

### 1500 m
| Platz | Athletin         | Land | Zeit (min) |
| ----- | ---------------- | ---- | ---------- |
| 1     | Yvonne Murray    | GBR  | 4:18,25    |
| 2     | Christina Cahill | GBR  | 4:19,16    |
| 3     | Ellen Kießling   | GER  | 4:19,64    |
| 4     | Alison Wyeth     | GBR  | 4:23,69    |
| 5     | Rita Marquard    | GER  | 4:26,71    |
| DSQ   | Yvonne Mai       | GER  |            |

### 3000 m
| Platz | Athletin        | Land | Zeit (min) |
| ----- | --------------- | ---- | ---------- |
| 1     | Liz McColgan    | GBR  | 8:41,78    |
| 2     | Kathrin Ullrich | GER  | 8:49,17    |
| 3     | Jill Hunter     | GBR  | 8:52,27    |
| 4     | Vera Michallek  | GER  | 9:05,33    |
| 5     | Karen Hutcheson | GBR  | 9:06,78    |
| 6     | Katje Hoffmann  | GER  | 9:13,08    |

### 100 m Hürden
| Platz | Athletin          | Land | Zeit (s) |
| ----- | ----------------- | ---- | -------- |
| 1     | Kristin Patzwahl  | GER  | 13,22    |
| 2     | Lesley-Ann Skeete | GBR  | 13,38    |
| 3     | Gloria Siebert    | GER  | 13,40    |
| 4     | Louise Fraser     | GBR  | 13,72    |
| 5     | Michelle Edwards  | GBR  | 13,79    |
| 6     | Silke Nahler      | GER  | 13,85    |

Wind: −0,9 m/s

### 400 m Hürden
| Platz | Athletin        | Land | Zeit (s) |
| ----- | --------------- | ---- | -------- |
| 1     | Sally Gunnell   | GBR  | 55,38    |
| 2     | Heike Meißner   | GER  | 56,18    |
| 3     | Gowry Retchakan | GBR  | 56,33    |
| 4     | Sabine Busch    | GER  | 57,30    |
| 5     | Silvia Rieger   | GER  | 57,74    |
| 6     | Jacqui Parker   | GBR  | 57,91    |

### 4 × 100 m Staffel
| Platz | Besetzung      | Land                                                        | Zeit (s) |
| ----- | -------------- | ----------------------------------------------------------- | -------- |
| 1     | Großbritannien | Stephanie Douglas Beverly Kinch Simmone Jacobs Paula Thomas | 44,29    |
| DSQ   | Deutschland    | Andrea Philipp Katrin Krabbe Sabine Richter Heike Drechsler |          |

### 4 × 400 m Staffel
| Platz | Besetzung      | Land                                                     | Zeit (min) |
| ----- | -------------- | -------------------------------------------------------- | ---------- |
| 1     | Deutschland    | Helga Arendt Annett Hesselbarth Manuela Derr Grit Breuer | 3:28,35    |
| 2     | Großbritannien |                                                          | 3:28,99    |

### Hochsprung
| Platz | Athletin      | Land | Höhe (m) |
| ----- | ------------- | ---- | -------- |
| 1     | Heike Henkel  | GER  | 1,96     |
| 2     | Heike Balck   | GER  | 1,93     |
| 3     | Birgit Kähler | GER  | 1,89     |
| 4     | Debbie Marti  | GBR  | 1,89     |
| 5     | Janet Boyle   | GBR  | 1,86     |
| 6     | Lea Haggett   | GBR  | 1,86     |

### Weitsprung
| Platz | Athletin        | Land | Weite (m) |
| ----- | --------------- | ---- | --------- |
| 1     | Heike Drechsler | GER  | 7,12      |
| 2     | Fiona May       | GBR  | 6,54      |
| 3     | Susen Tiedtke   | GER  | 6,54      |
| 4     | Helga Radtke    | GER  | 6,46      |
| 5     | Kim Hagger      | GBR  | 6,20      |
| 6     | Mary Berkeley   | GBR  | 6,04      |

### Kugelstoßen
| Platz | Athletin          | Land | Weite (m) |
| ----- | ----------------- | ---- | --------- |
| 1     | Astrid Kumbernuss | GER  | 19,44     |
| 2     | Stephanie Storp   | GER  | 18,73     |
| 3     | Kathrin Neimke    | GER  | 18,60     |
| 4     | Judy Oakes        | GBR  | 18,55     |
| 5     | Myrtle Augee      | GBR  | 17,81     |
| 6     | Maggie Lynes      | GBR  | 16,10     |

### Diskuswurf
| Platz | Athletin         | Land | Weite (m) |
| ----- | ---------------- | ---- | --------- |
| 1     | Ilke Wyludda     | GER  | 68,18     |
| 2     | Martina Hellmann | GER  | 66,32     |
| 3     | Franka Dietzsch  | GER  | 60,08     |
| 4     | Jackie McKernan  | GBR  | 58,36     |
| 5     | Janette Picton   | GBR  | 53,20     |
| 6     | Deborah Bushnell | GBR  | 52,86     |

### Speerwurf
| Platz | Athletin        | Land | Weite (m) |
| ----- | --------------- | ---- | --------- |
| 1     | Petra Meier     | GER  | 68,26     |
| 2     | Karen Forkel    | GER  | 68,04     |
| 3     | Silke Renk      | GER  | 66,06     |
| 4     | Tessa Sanderson | GBR  | 61,84     |
| 5     | Sharon Gibson   | GBR  | 56,56     |
| 6     | Caroline White  | GBR  | 52,10     |